# Fannie Flagg
Fannie Flagg, pseudònim de Patricia Neal (Birmingham, Alabama, 21 de setembre de 1944), és una actriu i escriptora estatunidenca, coneguda per obres famoses com ara Tomàquets verds fregits, duta al cinema per Jon Avnet.

## Biografia
Fannie Flagg comença a escriure i a fer programes de televisió als dinou anys. Més tard, destacà com a actriu i escriptora de televisió, cinema i teatre. Les seues novel·les, com ara Tomàquets verds fregits, Welcome to the World, Baby Girl!; Daisy Fay and the Miracle Man i Can't Wait to Get to Heaven han estat en la llista dels llibres més venuts de The New York Times.
El guió de Flagg per a Tomàquets verds fregits fou candidat al premi de l'Acadèmia de Hollywood i al del Gremi d'Escriptors d'Amèrica, i obtingué el premi dels guionistes.

## Vida personal
Flagg té dislèxia, la qual cosa és un repte com a escriptora, superat amb èxit. Viu entre Califòrnia i Alabama.

## Llibres (autora)
| Any  | Títol                                                                   | Notes                                                   |
| ---- | ----------------------------------------------------------------------- | ------------------------------------------------------- |
| 1983 | Daisy Fay and the Miracle Man                                           | Originalment titulada Coming Attractions                |
| 1987 | Tomàquets verds fregits (Fried Green Tomatoes at the Whistle Stop Cafe) | Guió per a la pel·lícula Tomàquets verds fregits (1991) |
| 1998 | Welcome to the World, Baby Girl!                                        |                                                         |
| 2002 | Standing in the Rainbow                                                 |                                                         |
| 2004 | A Redbird Christmas                                                     |                                                         |
| 2006 | Can't Wait to Get to Heaven                                             |                                                         |
| 2010 | I Still Dream About You                                                 |                                                         |
| 2013 | The All-Girl Filling Station's Last Reunion                             |                                                         |